# Тимофеев, Владимир Петрович (Герой Социалистического Труда)
Владимир Петрович Тимофеев (29 мая 1912, Владикавказ, Терская область — 1995) — механик Прохладненской дистанции пути Северо-Кавказской железной дороги, Северо-Осетинская АССР. Герой Социалистического Труда (1971).

## Биография
Родился в 1912 году во Владикавказе в многодетной семье железнодорожника. Окончил 6 классов средней школы. С 1932 года — помощник водителя дрезины Орджоникидзевской дистанции пути. Служил в Красной армии в железнодорожных войсках (1933—1935). Во время Великой Отечественной войны трудился водителем дрезины Северо-Кавказской железной дороги. Окончив курсы повышения классификации, работал механиком-наладчиком дистанции пути.
Досрочно выполнил личные социалистические обязательства и задания восьмой пятилетки (1966—1970). Указом Президиума Верховного Совета СССР от 4 мая 1971 года «за выдающиеся успехи в выполнении заданий пятилетнего плана перевозок и повышении эффективности использования технических средств железнодорожного транспорта» удостоен звания Героя Социалистического Труда с вручением ордена Ленина и золотой медали «Серп и Молот».
После выхода на пенсию проживал во Владикавказе. Скончался в 1995 году.

## Награды
- Герой Социалистического Труда
- Орден Ленина
- Орден Трудового Красного Знамени (01.08.1953)
- Медаль «За трудовую доблесть» — дважды